# المذل (أسماء الله الحسنى)
المُذِلّ هو اسم مختلف عليه من أسماء الله الحسنى ومن غير المثبت حتى الآن ما إذا كان من أسماء الله الحسنى أم لا، ولكن ورد ذكر الذل في القرآن الكريم: ﴿قُلِ اللَّهُمَّ مَالِكَ الْمُلْكِ تُؤْتِي الْمُلْكَ مَنْ تَشَاءُ وَتَنْزِعُ الْمُلْكَ مِمَّنْ تَشَاءُ وَتُعِزُّ مَنْ تَشَاءُ وَتُذِلُّ مَنْ تَشَاءُ بِيَدِكَ الْخَيْرُ إِنَّكَ عَلَى كُلِّ شَيْءٍ قَدِيرٌ ۝٢٦﴾ (سورة آل عمران).

## تعريف اسم الله المذل

### لغة
(‌الذُّلُّ) ضِدُّ الْعِزِّ وَقَدْ (‌ذَلَّ) يَذِلُّ بِالْكَسْرِ (ذُلًّا) وَ (ذِلَّةً) وَ (مَذَلَّةً) فَهُوَ (ذَلِيلٌ) وَهُمْ (أَذِلَّاءُ) وَ (أَذِلَّةٌ)... يُقَالُ: دَابَّةٌ ذَلُولٌ بَيِّنَةُ (الذِّلِّ).
وقَوْمٍ أَذِلّاء وأَذِلَّة وذِلال؛ قَالَ عَمْرُو بْنُ قَمِيئة:
وَشَاعِرُ قومٍ أُولي بِغْضة … قَمَعْتُ، فصاروا لثاماً ذِلالا 
وأَذَلَّه هُوَ وأَذَلَّ الرجلُ: صَارَ أَصحابه أَذِلَّاءَ؛ وأَذَلَّه: وَجَدَهُ ذَلِيلًا. واسْتَذَلُّوه: رأَوه ذَلِيلًا، ويُجْمَع الذَّلِيل مِنَ النَّاسِ أَذِلَّة وذُلَّاناً. والذُّلُّ: الخِسَّة. وأَذَلَّه واسْتَذَلَّه كُلُّهُ بِمَعْنًى وَاحِدٍ. وتَذَلَّلَ لَهُ أَي خَضَعَ. وَفِي أَسماء اللَّهِ تَعَالَى: المُذِلُّ؛ هُوَ الَّذِي يُلْحِق الذُّلَّ بِمَنْ يَشَاءُ مِنْ عِبَادِهِ وَيَنْفِي عَنْهُ أَنواع الْعِزِّ جَمِيعَهَا.
والذل، بِالْكَسْرِ: فِي الدَّابَّة ضد الصعوبة وبالضم فِي الْإِنْسَان ضد الْعِزّ لِأَن مَا يلْحق الْإِنْسَان أَكثر قدرا مِمَّا يلْحق الدَّابَّة، فَاخْتَارُوا الضمة لقوتها للْإنْسَان، والكسرة لِضعْفِهَا للدابة؛ وَقيل: بِالضَّمِّ ‌مَا ‌كَانَ ‌عَن ‌قهر وبالكسر: مَا كَانَ عَن تعصب؛ والذلول: فِي الدَّوَابّ؛ والذليل: فِي النَّاس، وَهُوَ الْفَقِير الخاضع المهان وأصل الذل أَن يتَعَدَّى بِاللَّامِ وَقد يعدى ب (على) لتضمين معنى الحنو والعطف وَهَذَا يجمع على (أَذِلَّة). ([4])
وقال الراغب الأصفهاني: الذُّلُّ: ما كان عن قهر، يقال: ذَلَّ يَذِلُّ ذُلًّا، والذِّلُّ، ما كان بعد تصعّب، وشماس من غير قهر، يقال: ذَلَّ يَذِلُّ ذِلًّا. وقوله تعالى: ﴿وَاخْفِضْ لَهُما جَناحَ الذُّلِّ مِنَ الرَّحْمَةِ﴾، أي: كن كالمقهور لهما، وقرئ ﴿جناح الذِّلِّ﴾ أي: لن وانقد لهما، يقال: الذُّلُّ والقُلُّ، والذِّلَّةُ والقِلَّةُ، قال تعالى: ﴿تَرْهَقُهُمْ ذِلَّةٌ﴾، وقال: ﴿ضُرِبَتْ عَلَيْهِمُ الذِّلَّةُ وَالْمَسْكَنَةُ﴾، وقال: ﴿سَيَنالُهُمْ غَضَبٌ مِنْ رَبِّهِمْ وَذِلَّةٌ﴾، وذَلَّتِ الدّابة بعد شماس، ذِلًّا، وهي ذَلُولٌ، أي: ليست بصعبة، قال تعالى: ﴿لا ذَلُولٌ تُثِيرُ الْأَرْضَ﴾، والذُّلُّ متى كان من جهة الإنسان نفسه لنفسه فمحمود، نحو قوله تعالى: ﴿أَذِلَّةٍ عَلَى الْمُؤْمِنِينَ﴾، وقال: ﴿وَلَقَدْ نَصَرَكُمُ اللَّهُ بِبَدْرٍ وَأَنْتُمْ أَذِلَّةٌ﴾، وقال: ﴿فَاسْلُكِي سُبُلَ رَبِّكِ ذُلُلًا﴾، أي: منقادة غير متصعّبة، قال تعالى: ﴿وَذُلِّلَتْ قُطُوفُها تَذْلِيلًا﴾، أي: سهّلت.

### اصطلاحاً
قال الزجاج: المذل الله تَعَالَى يذل طغاة خلقه وعتاتهم حكما وفعلا فَمن كَانَ مِنْهُم فِي ظَاهر أُمُور الدُّنْيَا ذليلا فَهُوَ ذليل حكما وفعلا وَقد أذلّهم أَيْضا بِأَن أمرنَا باستعبادهم وإلزام الصغار عَلَيْهِم وَأخذ الجزى عَنْهُم كَمَا قَالَ تَعَالَى ذكره ﴿حَتَّى يُعْطوا الْجِزْيَة عَن يَد وهم صاغرون﴾.
وقال الخطابي: المُعِزُّ: ‌المُذِّلُ: يُعِزُّ مَنْ يَشَاءُ وَيُذِلُّ مَنْ يَشَاءُ، لَا مُذِل لِمَنْ أعَز، وَلَا مُعِز لِمَنْ أذَلهُ. كَقَوْلِهِ: ﴿وَللهِ العِزةُ وَلرَسوْلهِ وَللْمُؤْمِنينَ﴾، وَقَالَ: ﴿أيَبْتَغُوْنَ عِنْدَهُمُ العِزةَ فَإن العِزةَ لله جَميْعَا﴾. أعَزَ بالطاعَةِ أوْليَاءه؛ فَأظْهَرَهُمْ عَلَى أعْدَائِه في الدنيا، وَأحَلَّهُمْ دَار الكَرَامَةِ في العُقْبَى، وَأذَلَّ أهْلَ الكُفْرِ فِي الدنيا؛ بِأنْ ضَرَبهُمْ بالرِّقِّ وبالجِزْيَةِ والصَّغارِ، وَفِي الآخِرَةِ بالعُقُوبَةِ والخُلُوْدِ في النارِ.
وقال الحليمي: ومنها ‌المذل: وهو المعرض للهوان والضعة.
وقال البيهقي: المعز ‌المذل: يعز من يشاء، ويذل من يشاء، لا مذل لمن أعزه، ولا معز لمن أذله.
الذل ما كان عن قهر، والدابة الذلول هي المُنقادة غير متصعبة، والمُذل هو الذي يُلحق الذل بمن يشاء من عباده، إن من مد عينه إلى الخلق حتى أحتاج اليهم، وسلط عليه الحرص حتى لا يقنع بالكفاية، واستدرجه بمكره حتى اغتر بنفسه، فقد أذله وسلبه، وذلك صنع الله، يعز من يشاء ويذل من يشاء والله يذل الأنسان الجبار بالمرض أو بالشهوة أو بالمال أو بالاحتياج إلى سواه، ما أعز الله عبد بمثل ما يذله على ذل نفسه، وما أذل الله عبدا بمثل ما يشغله بعز نفسه، وقال تعالى وَلِلَّهِ الْعِزَّةُ وَلِرَسُولِهِ وَلِلْمُؤْمِنِينَ (سورة المنافقون).